# Woolungasaurus
Woolungasaurus glendowerensis  ("lagarto de Glendower Woolunga", nombre basado en un reptil aborigen mítico de Australia) es una especie extinta de plesiosaurio de la familia Elasmosauridae. Era un reptil marino.

## Características
Parece haber sido un elasmosaurio típico, con 40 dientes afilados y una longitud corporal estimada de unos 9,5 metros. Persson (1982) considera que puede estar estrechamente relacionados con el elasmosaurio de América del Norte Hydralmosaurus.

## Registro fósil
La especie tipo es conocida por un esqueleto parcial (46 vértebras, costillas, antebrazos, cinturas escapulares y parte de los miembros posteriores) desenterrado de la Formación Wallumbilla (Albiense, Cretácico Inferior), del Distrito de Richmond, Queensland. Otro hallazgo de especies indeterminadas, integrada por 12 vértebras, fue extraído de la Formación Maree (Cretácico, de edad incierta) del Río Neale, cerca del lago Eyre, al sur de Australia. Además de un cráneo de Yamborra Creek, cerca de Maxwelltown, Queensland, descrito por Persson en 1982 se ha relacionado con Woolungasaurus.